# 沃納·亞伯
沃納·亞伯（英語：Werner Arber，1929年6月3日—）是一位瑞士微生物學家及遺傳學家。因限制酶的發現，而於1978年與美國的丹尼爾·那森斯（Daniel Nathans）及漢彌爾頓·史密斯（Hamilton Smith），共同獲得諾貝爾生理學或醫學獎。 他們的工作導致重組DNA技術的發展。

## 生活與事業
在1949年至1953年間，亞伯在瑞士苏黎世的苏黎世联邦理工学院學習化學和物理。1953年底，他在日內瓦大學獲得電子顯微鏡的助學金，在離開了電子顯微鏡後，繼續研究噬菌體並撰寫論文。 他關於有缺陷的λ噬菌體突變體的論文。他於1958年從日內瓦大學獲得博士學位。
然後，亞伯從1958年夏天開始在南加州大學與Gio ("Joe") Bertani合作從事噬菌體遺傳學研究。 1959年末，他接受了1960年初返回日內瓦的提議，但是只有在Gunther Stent（加利福尼亞大學柏克萊分校），乔舒亚·莱德伯格和埃丝特·莱德伯格（斯坦福大學），和薩爾瓦多·盧瑞亞（麻省理工学院）的每個實驗室度過了“非常豐碩的幾週” 之後。
回到日內瓦大學後，亞伯在物理研究所地下室的實驗室工作，在那裡進行了富有成效的研究，並接待了“許多一流的研究生，博士後和高級科學家”。 包括Daisy Roulland Dussoix，她的工作幫助他後來獲得了諾貝爾獎。 1965年，日內瓦大學將他提升為分子遺傳學特別教授。 1971年，在加州大學伯克利分校分子生物學系擔任客座教授一年後，阿爾伯搬到巴塞爾大學。在巴塞爾，他是最早在新成立的巴塞爾大學Biozentrum工作的人之一，該中心設有生物物理學，生物化學，微生物學，結構生物學，細胞生物學和藥理學部門，因此有利於跨學科研究。
自1981年以來，沃納·亞伯在林道諾貝爾獎獲得者會議上與年輕科學家分享了他對科學的專業知識和熱情。
沃納·亞伯自 1981 年起成為世界知識對話(World Knowledge Dialogue （页面存档备份，存于）)科學委員會的成員，和宗座科學院的成員。1981 年，亞伯成為世界文化理事會的創始成員。  他於 1984年當選為美国文理科学院院士。  教皇本篤十六世(Pope Benedict XVI)於 2011年1月任命他為宗座科學院院長，使他成為第一位擔任該職位的新教徒。  2017年，亞伯從教皇科學院院長的職位上退休，由德國科學家約阿希姆·馮·布勞恩(Joachim von Braun)接任。

## 外部連結
- Autobiography （页面存档备份，存于） for the Nobel Prize in Physiology or Medicine 1978
- Free to View Video Interview with Werner Arber （页面存档备份，存于） provided by the Vega Science Trust.